# The Son (film, 2022)
Pour les articles homonymes, voir The Son.
Pour plus de détails, voir Fiche technique et Distribution.
The Son ou Le fils au Québec est un film américano-franco-britannique réalisé par Florian Zeller, sorti en 2022. Il s'agit de l'adaptation de la pièce Le Fils du même dramaturge. Il est présenté à la Mostra de Venise 2022.

## Synopsis
Nicholas (Zen McGrath (de)), âgé de 17 ans, n'est plus le garçon souriant qu'il était avant. Alors qu'il ne va même plus en cours, sa mère Kate (Laura Dern) est désemparée. Il demande d'aller vivre chez son père, Peter (Hugh Jackman), qui a refait sa vie avec Beth (Vanessa Kirby), mère de son second fils qui vient de naître. Peter, qui a lui même une relation difficile avec son père Anthony (Anthony Hopkins), tente de redonner le goût de vivre à son fils dépressif.
Bien qu'il ait tenté de créer des liens avec Nicholas, Peter refuse de reconnaître qu'il l'a profondément blessé en trompant Kate. Nicholas tente de se suicider et est placé dans un centre de traitement hospitalier, Peter comprend tardivement sa responsabilité dans la situation.
Une semaine plus tard, Peter et Kate ramènent Nicholas à la maison, après avoir sympathisé avec ses arguments selon lesquels il regrette les décisions qui ont conduit à l'hôpital. De retour à la maison, Nicholas prépare du thé pour ses parents et parle joyeusement de voir un film en famille. Alors qu'il part se doucher et que ses parents discutent de la façon dont les choses semblent aller mieux, Nicholas se suicide.
Traumatisé par le suicide de son fils, Peter, dépressif, fantasme des années plus tard sur ce que la vie de Nicholas aurait pu être s'il avait vécu. Beth tente de le réconforter, pendant qu'il exprime sa culpabilité et ses remords et se blâme pour la tragédie.

## Fiche technique
Sauf indication contraire, les informations mentionnées dans cette section peuvent être confirmées par la base de données cinématographiques IMDb,  présente dans la section « Liens externes ».
- Titre original : The Son
- Titre québécois : Le fils
- Réalisation : Florian Zeller
- Scénario : Christopher Hampton et Florian Zeller, d'après la pièce de théâtre Le Fils de Florian Zeller
- Musique : Hans Zimmer
- Décors : Simon Bowles (en)
- Costumes : Lisa Duncan
- Photographie : Ben Smithard (en)
- Montage : Yorgos Lamprinos (en)
- Production : Iain Canning, Joanna Laurie, Emile Sherman, Christophe Spadone et Florian Zeller
- Coproduction : Nicky Earnshaw
- Production déléguée : Daniel Battsek, Philippe Carcassonne, Christelle Conan, Lauren Dark, Simon Gillis, Hugo Grumbar, Tim Haslam, Hugh Jackman, Ollie Madden et Peter Touche
- Sociétés de production : Film4 Productions, See-Saw Films, Ingenious Film Partners, Embankment Films et Orange Studio
- Sociétés de distribution : Lionsgate (Royaume-Uni), Orange Studio (France), Sony Pictures Classics (États-Unis)
- Pays de production :  France,  États-Unis,  Royaume-Uni
- Langue originale : anglais
- Format : couleur — Dolby Digital — 2,39:1
- Genre : drame
- Durée : 123 minutes
- Dates de sortie[1] :
  - Italie : 7 septembre 2022 (Mostra de Venise)
  - États-Unis : 20 janvier 2023
  - Royaume-Uni : 17 février 2023
  - Belgique, France : 1er mars 2023[2]

## Distribution
- Hugh Jackman (VF : Xavier Fagnon ; VQ : Daniel Picard) : Peter Miller
- Laura Dern (VF : Rafaèle Moutier ; VQ : Anne Bédard) : Kate Miller, ex-épouse de Peter
- Vanessa Kirby (VF : Audrey Sourdive ; VQ : Sofia Blondin) : Beth, épouse de Peter
- Zen McGrath (de) (VF : Gabriel Escoffier ; VQ : Louis-Julien Durso) : Nicholas Miller, 17 ans, fils de Kate et de Peter, dépressif
  - George Cobell (VF : Gabriel de Mados Wellong) : Nicholas, enfant
- Anthony Hopkins (VF : Jean-Pierre Moulin ; VQ : Guy Nadon) : Anthony Miller, père de Peter
- Hugh Quarshie (VF : Thierry Desroses ; VQ : Daniel Lesourd) : Dr Harris
- William Hope (VF : Patrick Messe ; VQ : Jacques Lavallée) : Andrew
- Akie Kotabe (VF : Eilias Changuel) : Monsieur Yama, professeur d'histoire

## Production

### Genèse et développement
Peu après l'annonce des nominations pour les Oscars 2021, Florian Zeller révèle en interview que son film suivant, après The Father, sera l'adaptation d'une autre de ses pièces de théâtre, Le Fils. En avril 2021, Hugh Jackman et Laura Dern sont annoncés dans les rôles principaux. En juin de la même année, Vanessa Kirby est annoncée.

### Tournage
Le tournage débute en août 2021. En octobre, les prises de vues sont achevées. La présence d'Anthony Hopkins est alors révélée. Le tournage se déroule notamment à Londres, New York et à l'université du Hertfordshire.

### Musique
La musique du film est composée par Hans Zimmer, dont la bande originale est sortie le 18 novembre 2022 par le label Lakeshore Records :
1. Waves 1 (1:59)
2. Love Is Not Enough (3:21)
3. Mirror (1:36)
4. Bridge (1:19)
5. Waves 2 (2:28)
6. Nicholas (3:23)
7. Divide (0:59)
8. Waves 3 (2:04)
9. Mirage (3:10)

## Accueil

### Box-office
| Pays ou région    | Box-office      | Date d'arrêt du box-office | Nombre de semaines |
| ----------------- | --------------- | -------------------------- | ------------------ |
| États-Unis Canada | 449 650 $       | 16 février 2023            | 4                  |
| France            | 234 652 entrées | 18 avril 2023              | 7                  |
| Total mondial     | 3 564 844 $     | -                          | -                  |

## Distinctions

### Nomination et sélection
- Golden Globes 2023 : meilleur acteur dans un film dramatique pour Hugh Jackman[13]
- Mostra de Venise 2022 : sélection officielle, en compétition[14]